# Gephyromantis spiniferus
Gephyromantis spiniferus – gatunek płaza bezogonowego z rodziny mantellowatych (Mantellidae).

## Taksonomia
Gatunek należał do rodzaju Mantidactylus, podrodziny mantellowatych i rodziny żabowatych.

## Morfologia
Osobniki różnych płci różnią się od siebie m.in. rozmiarami. Samce osiągają 3,2–3,5 cm, podczas gdy samice − 3,2–3,8 cm. Prócz tego samce cechuje parzysty czarny worek rezonansowy na podgardlu. Z kolei czarno-biały wzór na brzusznej stronie ciała bardziej rzuca się w oczy w przypadku samic. Stopy spaja błona pławna. Gatunek przypomina G. asper, od którego jest większy i posiada wydatniejsze kolce.

## Występowanie
G. spiniferus to endemit południowego wschodu Madagaskaru. Jego zasięg występowania rozciąga się od Parku Narodowego Andringitra na południe do Parku Narodowego Andohahela. IUCN wspomina także o nieprawdziwych doniesieniach z północy wyspy.
Żyje na wysokościach pomiędzy 600 i 1000 m n.p.m. Wymaga pierwotnych lasów i obecności bambusa. Zamieszkuje dno lasu. Nie pojawia się w środowiskach zmodyfikowanych działalnością ludzką.

## Rozmnażanie
Prawdopodobnie występuje rozwój prosty.

## Status zagrożenia i ochrona
Płaz jest rzadki, a jego liczebność maleje.
Zagrażają mu zwłaszcza czynniki wpływające negatywnie na środowisko jego życia:
- rolnictwo
- pozyskiwanie drewna i wytwarzanie węgla drzewnego
- wypas zwierząt gospodarskich
- inwazyjne rozprzestrzenianie się eukaliptusa
- osadnictwo ludzkie

Zwierzę zamieszkuje następujące obszary chronione:
- Park Narodowy Andohahela
- Park Narodowy Andringitra
- Rezerwat specjalny Kalambatritra